# Гаочэн
Гаочэ́н (кит. упр. 藁城, пиньинь Gàochéng) — район городского подчинения городского округа Шицзячжуан провинции Хэбэй (КНР).

## История
Уезд в этих местах был создан ещё при империи Западная Хань в 113 году до н. э., и не раз сливался с другими уездами и отделялся от них.
После образования КНР в 1949 году уезд Гаочэн вошёл в состав Специального района Шицзячжуан. В ноябре 1958 года к уезду Гаочэн были присоединены уезды Уцзи (无极) и Луаньчэн (栾城), но с января 1962 года все три уезда были восстановлены в прежних границах.
В июле 1989 года уезд Гаочэн был повышен в статусе до городского уезда.
Постановлением Госсовета КНР от 9 сентября 2014 года городской уезд Гаочэн был преобразован в район городского подчинения.

## Административное деление
Район Гаочэн делится на 13 посёлков и 1 национальную волость.

## Экономика
Деревня Туньтоу в районе Гаочэн славится производством фонарей, которые являются важными украшениями во время праздника Весны и Фестиваля фонарей. В Туньтоу делают «дворцовые фонари Гаочэн», традиционная техника производства которых была включена в список объектов нематериального культурного наследия провинции Хэбэй. По состоянию на 2022 год в деревне насчитывалось свыше 1100 фонарных фабрик, ежегодно выпускающих более 100 млн пар фонарей. Изготовлением и продажей фонарей занимаются свыше 70 тыс. местных жителей. 